# Edmond Soyez
Edmond Soyez, né le 31 août 1839 à Amiens et mort le 20 avril 1917 dans la même ville, est un historien français.

## Biographie

### Famille
Issu d'une famille catholique, Pierre François Edmond Soyez est né le 31 août 1839 à Amiens. Son père était un commerçant amiénois. Il se maria avec Pauline Herbet et habitait rue de Noyon à Amiens. Il décéda le 20 avril 1917 et est enterré au Cimetière de La Madeleine d'Amiens.

### Historien
Il est surtout connu en tant qu'historien de la cathédrale d'Amiens qu'il étudia tout au long de sa vie. Il participa à la publication de l'œuvre collective de plusieurs tomes, La Picardie historique et monumentale, suite de monographies sur les principaux monuments du département de la Somme. Le premier tome fut publié en 1893.
Membre de la Société des antiquaires de Picardie, en 1873, il en devint président en 1892, puis président d'honneur en 1914. Il fut président de la  président d'honneur de la Société Industrielle et de la Société des amis des arts. Il fut membre de la Société historique du VIe arrondissement de Paris de 1898 à 1917.

### Philanthrope
Edmond Soyez utilisa sa fortune pour mener des études d'histoire locale et soutenir plusieurs activités sociales et religieuses de sa ville.
En 1913, Edmond Soyez finança le stand actuel de tir à l'arc de la Compagnie fondamentale des chevaliers et archers d'Amiens, au 15 rue de Lannoy. Il fut d'ailleurs président honoraire de la compagnie, titre qui sera inscrit sur l'épitaphe de sa tombe.
Il a contribué à fonder en 1870 l'hebdomadaire religieux du diocèse d'Amiens Dimanche, où il tenait une chronique.

### Hommage et distinction
Il fut décoré par la papauté qui lui décerna le titre de commandeur de l'Ordre de Saint-Grégoire-le-Grand.

## Publications
- Edmond Soyez, Cathédrale d'Amiens. Notre-Dame du Puy et Notre-Dame de Foy, Yvert et Tellier, 1872, 19 p..
- Edmond Soyez, Le sanctuaire de la cathédrale d'Amiens, Amiens, Lambert-Prieur, 1873, 158 p..
- Edmond Soyez, Société des antiquaires de Picardie. Séance du 11 mars 1873. Discours de réception de M. Edmond Soyez, Picardie, E. Glorieux, coll. « Bulletin de la Société des antiquaires de Picardie », 1873, 12 p..
- Edmond Soyez, Deux Chapelles de la cathédrale d'Amiens, vol. 1re série, t. VI, Amiens, Société du Pas de Calais, coll. « Revue de l'Art chrétien », 1877.
- Edmond Soyez, Rapport sur un projet d'enlèvement de la grande porte du chœur de la cathédrale d'Amiens, t. XIII, Amiens, A. Douillet, coll. « Bulletin de la Société des antiquaires de Picardie », 1878.
- Edmond Soyez, Notices sur les évêques d'Amiens, Amiens, Langlois, 1878, 480 p..
- Edmond Soyez, Esquisse biographique. Nicolas Cornet, grand-maître du collège de Navarre, Delattre-Lenoël, 1880, 193 p..
- Edmond Soyez, Les Labyrinthes d'églises, 1984 (ISBN 2-905371-02-1).
- Edmond Soyez, Auguste Janvier, Georges Durand, Robert de Guyencourt, Joseph Roux, Camille Enlart et Hector Josse, La Picardie historique et monumentale, t. I (Monographie imprimée), Picardie, Yvert et Tellier, 1893, 490 p. (lire en ligne).
- Edmond Soyez, La Procession du Saint-Sacrement et les processions générales à Amiens, Amiens, Yvert et Tellier, 1896.
- Edmond Soyez, Notre-Dame de Foy, image conservée à la cathédrale d'Amiens (Monographie imprimée), Amiens, Yvert et Tellier, 1897, 80 p. (lire en ligne).
- Edmond Soyez, Description de l'église cathédrale Notre-Dame d'Amiens (Monographie imprimée), Amiens, Yvert et Tellier, 1900, 244 p. (lire en ligne).
- Edmond Soyez, Xavier de Bonnault d'Houët, Robert de Guyencourt, Ch. Duhamel-Decéjean et Joseph Roux, La Picardie historique et monumentale, t. II (Monographie imprimée), Picardie, Yvert et Tellier, 1901, 236 p. (lire en ligne).
- Edmond Soyez, Séjour à Amiens du cardinal de Florence, publication de la paix de Vervins (7 juin 1598), t. XVIII, Amiens, Yvert et Tellier, coll. « Le Dimanche, semaine religieuse du diocèse d'Amiens », 1905.
- Edmond Soyez, Monuments de saint Martin à Amiens, Amiens, Yvert et Tellier, 1905, 47 p..
- Edmond Soyez (préf. Joseph Roux), Cartulaire du chapitre de la cathédrale d'Amiens, t. 14, 18 (Monographie imprimée), Amiens, Yvert et Tellier, coll. « Mémoires de la Société des antiquaires de Picardie. Documents inédits concernant la province », 1905 (lire en ligne).
- Edmond Soyez, Le Puy Notre-Dame, ancienne confrérie amiénoise, Amiens, Yvert et Tellier, 1906.
- Edmond Soyez, Chapelle et confrérie de Saint-Sébastien à Amiens (Monographie imprimée), Amiens, Yvert & Tellier, 1907, 57 p. (BNF 34109375, lire en ligne)
- Edmond Soyez, La Croix et le crucifix, étude archéologique, Yvert et Tellier, 1910, 147 p..